# Antonio García Llansó
Antonio García Llansó (Barcelona, 1854-Barcelona, 1914) fue un crítico de arte, publicista y escritor español.

## Biografía
Nacido en Barcelona el 31 de diciembre de 1854, cursó en Madrid la carrera de Medicina; en 1870 desempeñó el cargo de sustituto de las asignaturas de Fisiología, Higiene e Historia natural en la Universidad libre establecida en la capital.
En 1878 y 1879 desempeñó el cargo de secretario del consulado general en Santo Domingo. Colaboró en la Ilustración (l), editada por Luis Tasso, en la Ilustración Artística, La Crónica de Cataluña, El Barcelonés, La Dinastía, además de dirigir cuatro años la Ilustración de la mujer, y en 1887 fundar La Revista de Ferrocarriles, publicación mensual técnica. Durante la Exposición Universal de Barcelona fue jurado, y publicó en 1888, imp. de L, Tasso, la obra La primera Exposición universal española, formando un volumen de 246 páginas en 8.°. En ella se examinaban las ventajas de la Exposición, su aspecto general, su inauguración, y se describían las instalaciones del Gobierno y las extranjeras.
En 13 de enero de 1891, fue nombrado oficial conservador del Museo Municipal de Reproducciones artísticas, y en la última Exposición general de Bellas Artes celebrada en Barcelona, tuvo a su cargo la redacción del catálogo y la sesión de la prensa. Fue socio de la Económica Barcelonesa de Amigos del País. Falleció en 1914 en su ciudad natal.